# The Tunnel (série de televisão)
The Tunnel é uma série de televisão franco-britânica de drama criminal adaptada a partir da série policial dano-sueca The Bridge. Estreou em 16 de outubro de 2013 na Sky Atlantic no Reino Unido, e em 11 de novembro de 2013 no Canal + na França. A série é estrelada por Stephen Dillane e Clémence Poésy como os detetives da polícia britânica e francesa Karl Roebuck e Elise Wasserman, respectivamente. A trama baseia-se nos dois detetives, que trabalham em conjunto para encontrar um serial killer que deixou a metade superior do corpo de um político francês e da metade inferior de uma prostituta britânica no túnel da Mancha, no ponto médio entre a França e o Reino Unido.
Em fevereiro de 2015, a Sky Atlantic anunciou a segunda temporada, que terá oito episódios. Com o título de The Tunnel 2: Debris, a estreia está prevista para 2016.
No Brasil, a série é exibida no canal MAX.

## Enredo
The Tunnel apresenta o detetive inglês Karl Roebuck (Stephen Dillane), que se une a Elise Wassermann (Clémence Poésy), uma detetive da França, quando o corpo de um político francês é encontrado no túnel que liga os dois países. Ao longo da investigação, as pistas levam a dupla a passar pelo cenário atual europeu, que vive uma crise financeira.

## Elenco
- Stephen Dillane como  Karl Roebuck
- Clémence Poésy como Elise Wassermann
- Jack Everson como Detetive da policia britânica
- Jack Lowden como Adam Roebuck
- Sigrid Bouaziz como Cécile Cabrillac
- Cédric Vieira como Philippe Viot
- Angel Coulby como Laura Roebuck
- Thibault de Montalembert como Olivier Pujol
- Alexander Hathaway como Detetive
- Tobi Bakare como Chuks Akinade

## Recepção
A série conquistou elogios da crítica e vários prêmios internacionais, entre os quais se destacam a indicação ao Emmy Internacional como Melhor Drama de TV e o prêmio para Stephen Dillane como Melhor Ator; o Globo de Cristal na França como Melhor Série de TV; e o reconhecimento da Sociedade Britânica de Cineastas e da Royal Television Society do Reino Unido.